# Craugastor milesi
Espèce
Synonymes
- Eleutherodactylus milesi Schmidt, 1933

Statut de conservation UICN

 CR A2ae : 
En danger critique
Craugastor milesi est une espèce d'amphibiens de la famille des Craugastoridae.

## Répartition
Cette espèce est endémique du Honduras. Elle se rencontre de 1 050 à 1 700 m d'altitude dans les sierras de Omoa et d'Espíritu Santo dans le département de Cortés et sur le Cerro Azul dans le département de Copán.
Elle n'a pas été observée de 1983 à 2008.

## Description
Les mâles mesurent de 19,4 à 25,5 mm et les femelles de 25,0 à 37,1 mm.

## Publication originale
- Schmidt, 1933 : New reptiles and amphibians from Honduras. Zoological Series of Field Museum of Natural History, vol. 20, p. 15-22 (texte intégral).